# 大口红钻鱼
大口红钻鱼（学名：Etelis radiosus），又名大口濱鯛、多耙紅鑽魚、多耙濱鯛，为笛鲷科红钻鱼属的鱼类。分布于台湾东港等。该物种的模式产地在斯里兰卡。

## 扩展阅读
維基物種上的相關：大口红钻鱼